# Diastatops intensa
Diastatops intensa är en trollsländeart som beskrevs av Montgomery 1940. Diastatops intensa ingår i släktet Diastatops och familjen segeltrollsländor. Inga underarter finns listade i Catalogue of Life.